# 莫霍诺夫卡农村居民点
莫霍诺夫卡农村居民点（俄语：Мохоновское сельское поселение）是俄罗斯联邦布良斯克州斯塔罗杜布区所属的一个农村居民点。其下辖有20个居民点，行政中心为莫霍诺夫卡。据2015年统计，该农村居民点的人口为2669人。